# Хизла
Хизла (бенг. হিজলা, англ. Hizla) — город на юге Бангладеш, административный центр одноимённого подокруга. Площадь города равна 7,58 км². По данным переписи 2001 года, в городе проживало 10 047 человек, из которых мужчины составляли 52,64 %, женщины — соответственно 47,36 %. Уровень грамотности населения составлял 38,7 % (при среднем по Бангладеш показателе 43,1 %). 